# Hanno-Walter Kruft
Hanno-Walter Kruft (Düsseldorf, 22 de junio de 1938-Roma, 10 de septiembre de 1993) fue un historiador de arte alemán.
Hanno-Walter Kruft estudió historia del arte, arqueología clásica y alemán en las universidades de Bonn y Berlín. Recibió su doctorado en Bonn en 1964; completó su habilitación en Darmstadt en 1972, donde enseñó en la TH Darmstadt. En 1982 se trasladó a la Universidad de Augsburgo, donde ocupó una cátedra. Fue miembro de pleno derecho de la Academia de Ciencias de Baviera. Su principal campo de trabajo fue el Renacimiento italiano.
Una de sus obras más conocidas es Historia de la teoría de la arquitectura, escrita por primera vez el año 1985, que ha sido traducida a varios idiomas.

## Obras
- Kruft, Hanno-Walter (1990). Historia de la teoría de la arquitectura. 1. Desde la Antigüedad hasta el siglo XVIII. Alianza. ISBN 9788420670959.
- Kruft, Hanno-Walter (1990). Historia de la teoría de la arquitectura. 2. Desde el siglo XIX hasta nuestros días. Alianza. ISBN 9788420670966.
- Le città utopiche. La città ideale dal XV al XVIII secolo fra utopia e realtà, año 1990, Editorial Laterza.
- Francesco Laurana: Ein Bildhauer der Frührenaissance 1995 (en alemán).